# Ентоні Вільям Ґардінер
Ентоні Вільям Ґардінер (3 лютого 1820, Вірджинія, США — 12 лютого 1885, Монровія) — президент Ліберії від 7 січня 1878 до 20 січня 1883.
Народився 24 лютого 1820 р. у Вірджинії, США. У 1831 році його сім'я переїхала до Ліберії, де він вивчився на юриста. У 1847 був обраний до Національних зборів, і був причетний до написання Декларації про суверенітет та Конституції Ліберії. У 1871 був обраний віцепрезидентом Ліберії, в 1875—76 був виконувачем обов'язків президента, а в 1878 був обраний президентом на виборах.